# Pfänder
Pfänder är ett berg i Österrike.   Det ligger i distriktet Bregenz och förbundslandet Vorarlberg, i den västra delen av landet, 500 km väster om huvudstaden Wien. Toppen på Pfänder är 1 064 meter över havet, eller 183 meter över den omgivande terrängen. Bredden vid basen är 9,7 km.
Terrängen runt Pfänder är kuperad österut, men västerut är den platt. Från berget har man utsikt över Bodensjön, vars yta ligger 395 meter över havet. Runt Pfänder är det ganska tätbefolkat, med 144 invånare per kvadratkilometer.. Närmaste större samhälle är Bregenz, 2,5 km väster om Pfänder. 
I omgivningarna runt Pfänder växer i huvudsak blandskog.